# Ли, Спайк
Ше́лтон Дже́ксон «Спайк» Ли (англ. Shelton Jackson «Spike» Lee; род. 20 марта 1957, Атланта, Джорджия, США) — американский кинорежиссёр, продюсер, сценарист и актёр. Известен фильмами «Делай как надо!» (1989), «Малкольм Икс» (1992), «25-й час» (2002), «Не пойман — не вор» (2006) и «Чёрный клановец» (2018). За свою карьеру он был удостоен ряда наград, включая премий «Оскар» и BAFTA за лучший адаптированный сценарий, двух премий «Эмми», двух премий «Пибоди» и Гран-при Каннского кинофестиваля. Он также был удостоен почётных премий «Оскар», «Сезар» и BAFTA.
Он возглавляет собственную продюсерскую компанию 40 Acres and a Mule Filmworks. В фильмах Ли затрагиваются такие темы, как расовые отношения, колоризм, бедность и другие политические проблемы.

## Жизнь и карьера
Спайк Ли родился 20 марта 1957 года в семье джазового музыканта и школьной учительницы в Атланте, штат Джорджия. Настоящее имя — Шелтон Джексон Ли. Когда ему исполнилось шесть лет, семья переехала в Бруклин. Ли окончил колледж «Мурхаус» (Morehouse College), где снял свой первый короткометражный фильм. В 1982 году окончил Школу искусств Тиш Нью-Йоркского университета.
В 1985 году Ли приступил к работе над фильмом «Ей это нужно позарез». С бюджетом в 160 тысяч долларов фильм был снят за две недели. Он вышел в 1986 году и получил награду на Каннском кинофестивале при сборах в кинотеатрах США более 7 миллионов долларов. После этого компания Nike предложила Ли снимать для неё рекламу.
Ли пригласили в Голливуд, и в 1988 году он снял фильм «Школьное изумление», который стал первым фильмом, сделанным чернокожим режиссёром на крупной киностудии. Следующий его фильм «Делай как надо!» (1989) получил номинацию на «Оскар» за лучший сценарий и «Золотой глобус» за лучший сценарий и лучшую режиссуру.
В 1989 году Ли основал собственную кинокомпанию. Через три года вышел биографический фильм «Малкольм Икс» с Дензелом Вашингтоном в главной роли, за которую тот получил номинацию на «Оскар». Фильм рассказывает о националисте, лидере чернокожих мусульман — Малкольме Иксе.
За фильм «Чёрный клановец» (2018) Ли получил три номинации на премию «Оскар» («Лучший фильм», «Лучшая режиссура» и «Лучший адаптированный сценарий»), выиграв награду за лучший адаптированный сценарий, и вдобавок также был удостоен премий BAFTA за лучший адаптированный сценарий и Гран-при Каннского кинофестиваля.
В середине января 2020 года было объявлено, что Спайк Ли возглавит жюри 73-го Каннского кинофестиваля, который должен был пройти с 12 по 23 мая 2020 года. Однако из-за пандемии COVID-19 и связанных с ней ограничений Каннский кинофестиваль в том году не состоялся; Спайк Ли возглавил жюри на следующий год.

## Личная жизнь
С 1993 года женат на продюсере Тоне Льюис Ли. У них есть двое детей — дочь Сэтчел (род. 1994) и сын Джексон (род. 1997). Ли живёт в Верхнем Ист-Сайде. Двоюродный брат — Малкольм Д. Ли (род. 1970), режиссёр, продюсер, сценарист и актёр.
Ли является поклонником спортивных команд «Нью-Йорк Янкис», «Нью-Йорк Никс» и «Арсенал».

## Фильмография
- 1986 — Ей это нужно позарез / She’s Gotta Have It
- 1988 — Школьное изумление / School Daze
- 1989 — Делай как надо! / Do the Right Thing
- 1990 — Блюз о лучшей жизни / Mo' Better Blues
- 1991 — Тропическая лихорадка / Jungle Fever
- 1992 — Малкольм Икс / Malcolm X
- 1994 — Круклин / Crooklyn
- 1995 — Наседки / Clockers
- 1995 — Люмьер и компания / Lumière et compagnie
- 1996 — Девушка № 6 / Girl 6
- 1996 — Садись в автобус[англ.] / Get on the Bus
- 1998 — Его игра / He Got Game
- 1999 — Кровавое лето Сэма / Summer of Sam
- 2000 — Настоящие короли комедии / The Original Kings of Comedy
- 2000 — Одураченные / Bamboozled
- 2002 — На десять минут старше: Труба / Ten Minutes Older: The Trumpet (Эпизод: «Нас обокрали» / We Wuz Robbed)
- 2002 — 25-й час / 25th Hour
- 2004 — Она ненавидит меня / She Hates Me
- 2005 — Невидимые дети / All the Invisible Children — Эпизод «Божьи дети Америки» / Jesus Children of America
- 2006 — Не пойман — не вор / Inside Man
- 2006 — Акула / Shark
- 2008 — Чудо святой Анны / Miracle at St. Anna
- 2012 — Лето в Ред-Хук / Red Hook Summer
- 2013 — Олдбой / Oldboy
- 2013 — Правда Майка Тайсона / Mike Tyson: Undisputed Truth
- 2014 — Сладкая кровь Иисуса / Da Sweet Blood of Jesus
- 2015 — Чирак / Chi-Raq
- 2017–2019 — Ей нужно это позарез / She’s Gotta Have It
- 2018 — Чёрный клановец / BlacKkKlansman
- 2020 — Пятеро одной крови / Da 5 Bloods
- 2025 — Рай и ад / Highest 2 Lowest